# Enfluran
Enfluran var ett inhalationsanestetikum som används både för barn och vuxna vid underhåll av inhalationsanestesi. Det sista läkemedel i Sverige som innehöll denna substans hette Enflurane Medeva Europe och avregistrerades 31 december 2003. Dess kemiska formel är Difluorometyl-1,1,2-trifluoro-2-kloroetyleter.